# Bandiougou Fadiga
Bandiougou Fadiga, né le 15 janvier 2001 à Paris en France, est un footballeur français qui évolue au poste de milieu offensif au FC Lorient. Il possède également la nationalité malienne.

## Biographie
Origines

### Paris Saint-Germain (2020 - 2022)
Formé au FC Issy avant de rejoindre le PSG à 12 ans, il fait ses débuts avec le club de la capitale le 16 septembre 2020 contre le FC Metz,. Il dispute au total 6 matchs de championnat de France sous les ordres de Thomas Tuchel.

### Stade brestois (2021)
Après le départ de l'entraîneur allemand, Bandiougou Fadiga est prêté avec option d'achat au Stade brestois 29. Il explique son choix par le jeu séduisant proposé par Brest lors du match du 9 janvier 2021 contre le PSG auquel il a assisté en tribunes.

### Olympiakos (depuis 2022)
Le 14 janvier 2022, le PSG le cède à l'Olympiakos sans indemnité de transfert en échange d'un pourcentage à la revente. Il signe un contrat jusqu'en juin 2026.
Le 30 août 2022, il est prêté une saison au Ionikos Nikaia, club évoluant également en première division grecque.

## Statistiques
| Saison                | Club                     | Championnat           | Championnat | Championnat | Championnat | Coupe(s) nationale(s) | Coupe(s) nationale(s) | Coupe(s) nationale(s) | Compétition(s) continentale(s) | Compétition(s) continentale(s) | Compétition(s) continentale(s) | Compétition(s) continentale(s) | Total | Total | Total |
| Saison                | Club                     | Division              | M.          | B.          | P.d.        | M.                    | B.                    | P.d.                  | Comp.                          | M.                             | B.                             | P.d.                           | M.    | B.    | P.d.  |
| 2020-2021             | Paris Saint-Germain      | Ligue 1               | 6           | 0           | 0           | -                     | -                     | -                     | C1                             | -                              | -                              | -                              | 6     | 0     | 0     |
| 2020-2021             | Stade brestois 29 (prêt) | Ligue 1               | 4           | 0           | 0           | 2                     | 0                     | 0                     | -                              | -                              | -                              | -                              | 6     | 0     | 0     |
| 2021-2022             | Olympiakós               | Superleague Elláda    | 5           | 0           | 0           | 1                     | 1                     | 0                     | C1+C3                          | 0+1                            | 0+0                            | 0+0                            | 7     | 1     | 0     |
| 2023-2024             | Olympiakós               | Superleague Elláda    | -           | -           | -           | -                     | -                     | -                     | C3+C4                          | -                              | -                              | -                              | 0     | 0     | 0     |
| Sous-total            | Sous-total               | Sous-total            | 5           | 0           | 0           | 1                     | 1                     | 0                     | -                              | 1                              | 0                              | 0                              | 7     | 1     | 0     |
| 2022-2023             | Ionikos Nikaia (prêt)    | Superleague Elláda    | 28          | 1           | 1           | 1                     | 0                     | 0                     | -                              | -                              | -                              | -                              | 29    | 1     | 1     |
| 2024-2025             | FC Lorient               | Ligue 2               | 6           | 0           | 1           | 1                     | 0                     | 0                     | -                              | -                              | -                              | -                              | 7     | 0     | 1     |
| Total sur la carrière | Total sur la carrière    | Total sur la carrière | 49          | 1           | 2           | 5                     | 1                     | 0                     | -                              | 1                              | 0                              | 0                              | 55    | 2     | 2     |

## Palmarès
| Olympiakos (1)                               | FC Lorient (1)                  |
| -------------------------------------------- | ------------------------------- |
| - Championnat de Grèce (1) - Champion : 2022 | - Ligue 2 (1) - Champion : 2025 |